# EBS TV 고교 공통사회 (하)
EBS TV 고교 공통사회(하)는 EBS 위성 1TV에서 방송되었던 고1,2 내신 강의 프로그램이다.